# Nerio II Acciaioli
Nerio II Acciaioli, född 1416, död 1451, var en monark i den grekiska korsfararstaten hertigdömet Aten från 1435 till 1439 och från 1441 till 1451. Han var son till Francesco Acciaioli (död 1419) och Margareta Malpigli och brorson till Antonio I Acciaioli. 
Han växte upp i Italien och fördes vid sin fars död 1419 till Aten, där hans farbror utnmämnde honom till sin tronarvinge. Vid farbroderns död 1435 tog dock hans änka Maria Melissena makten i en statskupp med familjen Chalcocondylae. Med hjälp av turkiska trupper kunde han besegra och landsförvisa Chalcocondylae, och besteg då tronen efter att ha gift sig med Maria Melissena. 1439 blev han dock avsatt av sin bror, Antonio II Acciaioli, och flydde till Italien. Vid sin brors död 1441 kunde han återta makten. Han gifte sig andra gången med Chiara Zorzi, med vilken han fick sin arvinge, Francesco I Acciaioli, som efterträdde honom vid hans död 1451.